# بامانکاتی
بامانکاتی (به لاتین: Bamankati) یک روستا در بنگلادش است که در استان باریسال و در ناحیه باریسال واقع شده است.